# النظام الجغرافي العالمي لتسجيل توزيعات النباتات
يعد النظام الجغرافي العالمي لتسجيل توزيعات النباتات (WGSRPD) نظام جغرافي حيوي طورته المنظمة الدولية لمعايير معلومات التنوع الحيوي (TDWG)، التي كانت في السابق الفريق العامل الدولي المعني بقواعد البيانات التصنيفية.  تم تطوير معايير WGSRPD ، مثلها مثل المعايير الأخرى لحقول البيانات في قواعد البيانات النباتية، لتعزيز «النشر الأوسع والأكثر فعالية للمعلومات حول تراث العالم من الكائنات الحيوية لصالح العالم ككل». يوفر النظام تعاريف ورموز واضحة لتسجيل توزيعات النباتات على أربع مستويات، من «القارات النباتية» إلى أجزاء من البلدان الكبيرة. من بين المستخدمين الحاليين للنظام، الاتحاد الدولي لحفظ الطبيعة (IUCN)، وشبكة معلومات موارد البلازما (GRIN)، والقائمة العالمية المرجعية للأسر النباتية المختارة (WCSP).

## مبادئ التنظيم
هذا النظام هو واحد من العديد حيث طور بواسطة معايير معلومات التنوع الحيوي والتي تهدف بشكل خاص إلى قواعد بيانات التصنيف.  كانت نقطة البداية هي «الحاجة إلى نظام متفق عليه للوحدات الجغرافية على مستوى» البلد «تقريبًا وأعلى للاستخدام في تسجيل توزيعات النباتات».  يمثل المخطط حلاً وسطًا بين الانقسامات السياسية والنباتية.  تتبع كل الحدود حدودًا سياسية (حدود البلد، حدود المقاطعة، إلخ) أو الخطوط الساحلية.  ويهدف البرنامج أيضا إلى اتباع التقاليد النباتية، من حيث فئات التوزيع المستخدمة في الأعمال مثل النباتات الأوروبية و النباتات الماليزية ، أو القائمة المرجعية الطبية.  هذا النهج يؤدي في بعض الأحيان إلى الخروج عن الحدود السياسية. وهكذا يتبع المخطط النباتات الأوروبية  في وضع جزر بحر إيجة الشرقية (مثل ليسبوس وساموس ورودس) في منطقة غرب آسيا،  بدلاً من أوروبا حيث ينتمون سياسياً كجزء من اليونان.

### مستويات
يحدد المخطط الأماكن الجغرافية على أربع مستويات، من «القارات النباتية» إلى أجزاء من البلدان الكبيرة: 
1. قاري - تسع قارات نباتية
2. إقليمي - تنقسم كل قارة نباتية إلى منطقتين دون عشر قارات
3. المنطقة أو «الدولة النباتية» - تنقسم معظم المناطق إلى وحدات تساوي عمومًا بلدًا سياسيًا، ولكن قد يتم تقسيم البلدان الكبيرة أو حذف المناطق النائية
4. «وحدات التسجيل الأساسية» - يتم استخدام المستوى الأدنى فقط في البلدان الكبيرة جدًا، مع تقسيمها إلى ولايات أو مقاطعات لأسباب سياسية بحتة

تستخدم الرموز الموحدة لتمثيل الوحدات في كل مستوى، حيث تستخدم الرموز العددية للمستويين 1 و 2، الرموز الأبجدية للمستويين 3 و 4.
| - 1 أوروبا - 10 شمال أوروبا - 11 أوروبا الوسطى - 12 جنوب غرب أوروبا - 13 جنوب شرق أوروبا - 14 أوروبا الشرقية - 2 افريقيا - 20 شمال إفريقيا - 21 معكرونة - 22 غرب إفريقيا المدارية - 23 غرب وسط أفريقيا المدارية - 24 شمال شرق أفريقيا المدارية - 25 شرق أفريقيا الاستوائية - 26 جنوب أفريقيا الاستوائية - 27 جنوب إفريقيا - 28 المحيط الأطلسي الأوسط - 29 غرب المحيط الهندي | - 3 آسيا المعتدلة - 30 سيبيريا - 31 الشرق الأقصى الروسي - 32 وسط آسيا - 33 القوقاز - 34 غرب آسيا - 35 شبه الجزيرة العربية - 36 الصين - 37 منغوليا - 38 شرق آسيا - 4 آسيا الاستوائية - 40 شبه القارة الهندية - 41 الهند الصينية - 42 ماليزيا - 43 بابواسيا - 5 استراليا - 50 استراليا - 51 نيوزيلندا - 6 المحيط الهادئ - 60 جنوب غرب المحيط الهادئ - 61 جنوب وسط المحيط الهادئ - 62 شمال غرب المحيط الهادئ - 63 شمال وسط المحيط الهادئ | - 7 أمريكا الشمالية - 70 أمريكا شبه القطبية - 71 غرب كندا - 72 شرق كندا - 73 شمال غرب الولايات المتحدة الأمريكية - 74 شمال وسط الولايات المتحدة الأمريكية - 75 شمال شرق الولايات المتحدة الأمريكية - 76 جنوب غرب الولايات المتحدة الأمريكية - 77 جنوب وسط الولايات المتحدة الأمريكية - 78 جنوب شرق الولايات المتحدة الأمريكية - 79 المكسيك - 8 أمريكا الجنوبية - 80 أمريكا الوسطى - 81 الكاريبي - 82 أمريكا الشمالية الشمالية - 83 أمريكا الجنوبية الغربية - 84 البرازيل - 85 جنوب أمريكا الجنوبية - 9 أنتاركتيكا - 90 شبه جزيرة - 91 القارة القطبية الجنوبية |

### الجغرافيا النباتية
للحصول على تصنيفات أكثر توجهاً في علم النبات باستخدام الجغرافيا النباتية، فإن وثائق المخطط تؤيد استخدام الممالك المزهرة، والمناطق المزهرة، والمقاطعات المزهرة، كما صنفتها أرمين تختجان. 

## المستوى 1: القارات النباتية

القارات النباتية على النحو المحدد في WGSRPD

يُعرِّف WGSRPD تسع قارات نباتية (المستوى 1)، وكل منها تخصص رمزًا من رقم واحد من 1 (أوروبا) إلى 9 (أنتاركتيكا). على الرغم من أنه يقال أن «المفاهيم الشائعة في قارات العالم قد تم الحفاظ عليها، ولكن مع واحد من التعديلات الطفيفة أو اثنين منها»،  بعض القارات النباتية تختلف بشكل ملحوظ عن القارات الجغرافية التقليدية. على وجه الخصوص، تنقسم آسيا إلى قارتين للنباتات؛ في حين 5 أستراليا تتكون فقط من أستراليا ونيوزيلندا والجزر النائية الصغيرة، كما خصصت معظم الجزر في المحيط الهادئ إلى 6 جزر المحيط الهادئ؛ وتقسيم الأمريكتين إلى 7 أمريكا الشمالية و 8 أمريكا الجنوبية حيث يختلف التقسيم عن أمريكا الشمالية التقليدية وأمريكا الجنوبية. 

### 1 أوروبا
يتم تعريف القارة النباتية في أوروبا على نطاق واسع تماشيا مع نباتات أوروبا  ومع التعريف الجغرافي التقليدي. إلى الشمال الغربي فهي تشمل أيسلندا وسفالبارد (منطقة سبيتسبرغن). تضم الحدود الجنوبية مع أفريقيا معظم جزر البحر الأبيض المتوسط. تضع الحدود الشرقية شبه جزيرة القرم وروسيا الأوروبية في أوروبا، مع تحديد الحدود من قبل الوحدات الإدارية. تم استبعاد نوفايا زيمليا من أوروبا. تستثني الحدود الجنوبية الشرقية القوقاز وتركيا شرق البوسفور، وكذلك جزر بحر إيجة الشرقية وقبرص، والتي على الرغم من أنها جزءًا من أوروبا سياسيًا إلا أنها تعتبر جزءًا من غرب آسيا. 

### 2 افريقيا
تتوافق القارة النباتية لأفريقيا بشكل وثيق مع التعريف الجغرافي المعتاد. وهي تستثني شبه جزيرة سيناء، وهي جزء سياسي من مصر، والتي تقع في المنطقة 34 غرب آسيا. إلى الغرب، تشمل الجزر التي تم تجميعها مثل ماكارونيسيا، والتي تضم جزر الأزور وجزر الكناري وجزر الرأس الأخضر، وإلى الشرق، تشمل مدغشقر وجزر المحيط الهندي الأخرى حتى جزيرة رودريغز. 

### 3 آسيا المعتدلة
تنقسم القارة الجغرافية لآسيا إلى قارتين نباتيتين، 3 قارة آسيوية معتدلة و 4 آسيوية استوائية، حيث تم وصف سبب التقسيم إلى حد كبير للراحة.  حدود آسيا المعتدلة حدود أوروبا وإفريقيا؛ حيث هذه الحدود موصوفة أعلاه. إلى الجنوب الشرقي، تقع شبه القارة الهندية وبقية آسيا من المنطقة 41 جنوب الهند الصينية في منطقة آسيا الاستوائية. 

### 4 آسيا الاستوائية
تشكل آسيا الاستوائية الجزء الثاني من القارة الجغرافية التقليدية في آسيا. شكلت المنطقتين 40 شبه القارة الهندية و 41 الهند الصينية الحدود الغربية والشمالية، أما الحدود الجنوبية فهي تفصل بين آسيا الاستوائية وأستراليا، كما تم تغيير الحدود الجنوبية الشرقية بين الإصدار الأول من عام 1992م والإصدار الثاني من عام 2001م. في الإصدار الأول، تم تقسيم آسيا الاستوائية إلى ثلاث مناطق: 40 شبه القارة الهندية، و41 الهند الصينية و 42 ماليزيا، وتم وضع الحدود الشرقية لماليزيا بين أرخبيل بسمارك وجزر سليمان، والتي وضعت في المنطقة 60 جنوب غرب المحيط الهادئ. قيل بعد ذلك أنه من المنطقي أكثر "ربط جزر سليمان ب أرخبيل بسمارك وجزيرة غينيا الجديدة، وتبعا لذلك، في الإصدار الثاني، تم إنشاء منطقة جديدة 43 بابواسيا داخل آسيا الاستوائية، التي تضم غينيا الجديدة وأرخبيل بسمارك وجزر سليمان، بحيث تتكون آسيا الاستوائية من أربع مناطق. 

### 5 أستراليا
تتكون القارة النباتية لأستراليا، على النحو المحدد في WGSRPD ، من أستراليا ونيوزيلندا، بالإضافة إلى الجزر النائية. وتم وصف الاسم بأنه «مثير للجدل»، لأنه تم استخدامه لوصف مساحات أكبر.  قد تشمل التعريفات الأخرى إندونيسيا وغينيا الجديدة والعديد من جزر المحيط الهادئ، والتي قسمها WGSRPD بين 4 آسيا الاستوائية و 6 المحيط الهادئ.

### 6 المحيط الهادئ
يجمع WGSRPD معظم الجزر ذات الكتلة الأرضية القارية القريبة، وعادة ما تكون الأقرب ولكن تتأثر أيضًا بتشابه النباتات. الاستثناء هو جزر الجزء الأوسط من المحيط الهادئ، والتي تم وضعها في قارة نباتية منفصلة، وتشمل أكبر هذه الجزر كاليدونيا الجديدة وفيجي وهاواي. 

### 7 أمريكا الشمالية
يقسم WGSRPD الأمريكتين إلى 7 أمريكا الشمالية و 8 أمريكا الجنوبية بدلاً من القارات التقليدية لأمريكا الشمالية وأمريكا الجنوبية. تم تغيير الحدود بين أمريكا الشمالية وأمريكا الجنوبية من الإصدار الأول إلى الإصدار الثاني. في الإصدار الأول، تم تضمين جزء جنوب شرق المكسيك في أمريكا الجنوبية، وبقية المكسيك وضعت في أمريكا الشمالية، كما تبع ذلك حدود أمريكا الوسطى في نباتات أمريكا الوسطى . ومع ذلك، فقد ثبت أنها لا تحظى بشعبية، خاصة مع علماء النبات المكسيكيين، لذلك في الإصدار الثاني، تم وضع جميع المكسيك في أمريكا الشمالية، والتي تتكون من المكسيك والولايات المتحدة المتجاورة بالإضافة إلى ألاسكا وكندا وغرينلاند، جنبًا إلى جنب مع الجزر البحرية المرتبطة بها. 

### 8 أمريكا الجنوبية
كما دون سابقا، أن الأمريكتين قسمت إلى 7 أمريكا الشمالية و8أمريكا الجنوبية بدلا من القارات التقليدية لأمريكا الشمالية وأمريكا الجنوبية، مع الحدود الدقيقة بين الإثنين بعد أن تغيرت بين الإصدار الأول والثاني من WGSRPD. تتضمن أمريكا الجنوبية الكاريبي وتعريف WGSRPD أمريكا المركزية (تلك الدول في شمال المكسيك وجنوب كولومبيا) والقارة الجغرافية التقليدية لأمريكا الشمالية جنبا إلى جنب مع بعض الجزر البحرية، مثل جزر غالاباغوس.

### 9 أنتاركتيكا
تتكون القارة النباتية لأنتاركتيكا من القارة القطبية الجنوبية، بالإضافة إلى عدد من جزر شبه القارة القطبية، بما في ذلك جزر فوكلاند وجورجيا الجنوبية وتريستان دا كونها. 

## المستوى 2: مناطق شبه القارة
تقسم كل من القارات النباتية التسع (المستوى 1) إلى منطقتين من المستوى الثاني إلى عشرة. انظر الجدول أعلاه. يتم إعطاء كل منطقة رمزًا مكونًا من رقمين، الرقم الأول هو رمز المستوى الأول الذي تنتمي إليه، وإجمالاً، فهناك 52 منطقة. 
العديد من المناطق عبارة عن تقسيمات جغرافية في القارات، على سبيل المثال 12 جنوب غرب أوروبا أو 34 غرب آسيا أو 77 جنوب وسط الولايات المتحدة الأمريكية. وهناك بلدان بأكملها داخل القارات، مثل 36 الصين أو 79 المكسيك أو 84 البرازيل،  حيث بعض المناطق الأقل شهرة تشمل:
- 21 معكرونة، تتكون من جزر الأزور وجزر الكناري وماديرا، بالإضافة إلى الجزر الصغيرة المرتبطة بها [5]
- 38 شرق آسيا، التي تتكون من اليابان وكوريا وتايوان، بالإضافة إلى الجزر الأصغر المرتبطة [5] - تعد الوحدة الجغرافية المعتادة شرق آسيا أكبر بكثير
- 42 ماليزيا، التي تتكون من شبه جزيرة Malaya وبورنيو وسومطرة وجاوة والفلبين، بالإضافة إلى جزر أصغر مرتبطة [5]
- 43 بابواسيا، التي تتكون من جزيرة غينيا الجديدة وأرخبيل بسمارك وجزر سليمان [5]

## المستويان 3 و 4: المناطق ووحدات التسجيل الأساسية
يتم تحديد المستوى 3 و 4 بواسطة رموز الحروف. يتم استخدام رموز الأحرف الثلاثة للمستوى 3؛  سبيل المثال يشير مصطلح "NWG" إلى غينيا الجديدة.  عندما تنقسم منطقة المستوى 3 إلى «وحدات التسجيل الأساسية» من المستوى 4، يتم إلحاق رمز مكون من حرفين.  وبالتالي يمثل "NWG-IJ" إيريان جايا،  الجزء الإندونيسي من غينيا الجديدة. في حالة عدم تقسيم منطقة المستوى 3، يمكن إضافة "OO" لإنشاء رمز مكون من خمسة أحرف لإظهار أن وحدة المستوى 4 مطابقة لمنطقة المستوى 3.  وهكذا يمثل "BIS" أرخبيل بسمارك في المستوى 3. لا يتم تقسيم هذه المنطقة إلى قسم، لذلك يمكن استخدام "BIS-OO" لتمثيلها في المستوى 4.  على سبيل المثال، يظهر القسم الكامل لمنطقة بابواسيا من المستوى 2 أدناه.
| 43 بابواسيا - BIS أرخبيل بسمارك - BIS-OO أرخبيل بسمارك - NWG غينيا الجديدة - NWG-IJ إيريان جايا - NWG-PN بابوا غينيا الجديدة - SOL جزر سليمان. - SOL-NO جزر سليمان الشمالية - SOL-SO جزر سليمان الجنوبية |

## استعمال
تشمل المنظمات والأعمال التي تستخدم هذا المخطط الاتحاد الدولي لحفظ الطبيعة (IUCN)،  وشبكة معلومات الموارد الوراثية (GRIN)، والقائمة المرجعية العالمية للعائلات النباتية المختارة (WCSP)، التي نشرتها كيو.
وهكذا في تصنيف غرين لقاعدة بيانات النباتات، ويعطى توزيع ماغنوليا كبيرة الأزهار من حيث القارات النباتية WGSRPD والمناطق على النحو التالي:
"أمريكا الشمالية
جنوب شرق الولايات المتحدة الأمريكية
جنو الولايات المتحدة الأمريكية "
أسفل مناطق المستوى 2، تكون مناطق المستوى 3 في هذه الحالة هي الولايات الأمريكية.
تستخدم القائمة المرجعية العالمية لعائلات النباتات المختارة رموز WGSRPD الرقمية للمستويين 2 و 3. ومن ثم إلى هذه الدرجة من التفاصيل فإنه يعطي توزيع ماغنوليا كبيرة الأزهار مثل "77 78 (79) (81) (85)"  رموز المستوى 2 77 و 78 هي جنوب وسط الولايات المتحدة وجنوب شرق الولايات المتحدة على التوالي؛ وغياب الأقواس يدل على أن هذا النوع أصلي في هذه المناطق. يتم استخدام الأقواس الموجودة حول الأكواد في WCSP لإظهار أن النوع متجنس وليس محليًا. ومن هنا يتم تجنس الأنواع في 79 (المكسيك) و 81 (الكاريبي) و 85 (أمريكا الجنوبية الجنوبية).

### اقتباسات
1. ↑  وصلة مرجع: http://www.tdwg.org/standards/109. الوصول: 12 مايو 2022.
2. 1 2  الوصول: 12 مايو 2022.
3. ↑  وصلة مرجع: http://www.tdwg.org/standards/. الوصول: 12 مايو 2022.
4. ↑  Brummitt (2001), p. ix.
5. 1 2 3 4 5 6 7 8 9 10 11 12 13 14 15 16 17 18 19 20 21 22 23 24 25  Brummitt (2001).
6. 1 2  Tutin؛ Burges، N.A.؛ Chater، A.O.؛ Edmondson، J.R.؛ Heywood، V.H.؛ Moore، D.M.؛ Valentine، D.H.؛ Walters، S.M.؛ Webb، D.A.، المحررون (1993). Flora Europaea : Volume 1 (ط. 2nd). Cambridge University Press. ص. xxiii. ISBN:978-0-521-41007-6. {{استشهاد بكتاب}}: الوسيط غير المعروف |last-author-amp= تم تجاهله يقترح استخدام |name-list-style= (مساعدة)
7. ↑  Brummitt (2001), p. 19.
8. ↑  Brummitt (2001), p. 109.
9. ↑  Brummitt (2001), p. xi.
10. ↑  Brummitt (2001), pp. 6, 104–105.
11. ↑  Brummitt (2001), pp. xi–x.
12. ↑  Brummitt (2001), pp. 45–46, 123.
13. ↑  Brummitt (2001), pp. 7, 19, 125.
14. ↑  Brummitt (2001), p. 52.
15. ↑  "Who Is Using This Standard". Biodiversity Information Standards (TDWG). مؤرشف من الأصل في 2015-07-13. اطلع عليه بتاريخ 2015-08-02.
16. ↑  "About the Checklist". World Checklist of Selected Plant Families. Royal Botanic Gardens, Kew. مؤرشف من الأصل في 2017-07-09. اطلع عليه بتاريخ 2008-01-01.
17. ↑  "Magnolia grandiflora"، شبكة معلومات موارد المواد الوراثية  [لغات أخرى]‏ (GRIN)، دائرة البحوث الزراعية  [لغات أخرى]‏ (ARS)، وزارة الزراعة الأمريكية (USDA)، اطلع عليه بتاريخ 2015-07-07 {{استشهاد}}: الوسيط |mode=CS1 غير صالح (مساعدة)
18. ↑  "Magnolia grandiflora". قائمة مرجعية عالمية للأسر النباتية المختارة  [لغات أخرى]‏. حدائق النباتات الملكية. مؤرشف من الأصل في 2020-03-14. اطلع عليه بتاريخ 2015-07-07.{{استشهاد ويب}}:  صيانة الاستشهاد: علامات ترقيم زائدة (link)
19. ↑  "Geographical Distribution". قائمة مرجعية عالمية للأسر النباتية المختارة  [لغات أخرى]‏. حدائق النباتات الملكية. مؤرشف من الأصل في 2017-07-09. اطلع عليه بتاريخ 2015-07-07.{{استشهاد ويب}}:  صيانة الاستشهاد: علامات ترقيم زائدة (link)